# WHJJ
 (novembre 2017).
 (février 2022).
WHJJ (920 AM, "News Radio 920") est une station de radio à Providence dans le Rhode Island. 
La station était précédemment nommée WJAR, et a adopté son nom actuel le 26 novembre 1980 lorsque le précédent propriétaire Outlet Communications a vendu la station et a conservé le patrimoine des lettres pour leur station de télévision sur le canal 10. 
Ses studios sont situés au 75 Oxford Street, à Providence, tandis que son émetteur est à Riverside. 
WHJJ est détenue par iHeartMedia, Inc..